# Sztab

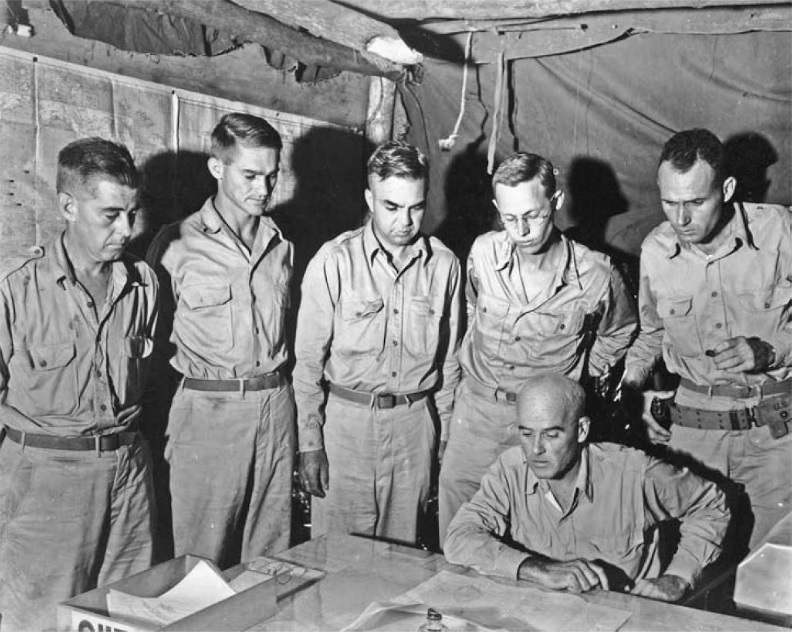
Sztab amerykańskiego 112 Pułku Kawalerii, 1944 r.

Sztab – główny organ dowodzenia występujący w oddziałach i związkach wszystkich rodzajów sił zbrojnych oraz na szczeblu centralnym. Na czele sztabu stoi szef sztabu podlegający bezpośrednio dowódcy. W okresie pokoju głównym zadaniem sztabu jest organizowanie szkolenia wojsk i zapewnienie im warunków utrzymania wysokiego stopnia gotowości bojowej.
Potocznie słowo „sztab” funkcjonuje także jako określenie miejsca, gdzie podejmuje się decyzje, np. Sztab WOŚP bądź „sztab wyborczy”, mylony często z komitetem wyborczym.

## Przeznaczenie i zadania
Sztab przeznaczony jest do zapewnienia dowódcy doradztwa i pomocy oraz zapewnienia wsparcia podległym dowódcom. Sztab nie posiada władzy sam z siebie; czerpie władzę od dowódcy i sprawuje ją w jego imieniu.
Zadaniem sztabu jest przede wszystkim sprawowanie kontroli poprzez spełnianie jej dwóch głównych funkcji: koordynowania i monitorowania. Zastosowane elementy dowodzenia i koordynacji nie mogą ograniczać swobody działania podległych dowódców. Poprzez koordynowanie rozumieć należy wsparcie dowódcy przez sztab w postaci gromadzenia, przetwarzania i przedstawiania informacji w sposób, który pomaga mu wybrać właściwy wariant działania. W związku z tym sztab odpowiedzialny jest za szczegółowe przygotowanie i doprowadzenie do wykonawców elementów dowodzenia i koordynacji działań, które zwykle zawiera się w rozkazach. W ramach drugiej i pokrywającej się (z koordynowaniem) funkcji monitorowania, sztab stwarza warunki niezbędne do terminowego podejmowania decyzji
- Do szczegółowych zadań sztabu należą:
  - gromadzenie informacji
  - ocenianie sytuacji
  - przewidywanie
  - informowanie
  - rekomendowanie
  - wydawanie zarządzeń w imieniu dowódcy
  - monitorowanie
  - koordynowanie

## Organizacja sztabu

### Koncepcja francuska
Koncepcja francuska wzorowana na armii Napoleona przewidywała, że sztab jest wyłącznie organem wykonawczym, niemającym żadnych uprawnień do podejmowania decyzji i całkowicie uzależnionym od woli dowódcy.
Francuski sztab wojskowy w 1900
Po przegranej w 1871 roku wojnie francusko-pruskiej francuscy teoretycy wojskowości doszli do wniosku, że jedną z przyczyn klęski była zła organizacja sztabów. Wrócili zatem do opracowań Louisa Alexandre Berthiera, Antoine-Henri Jominia czy Paula Thiébaulta, którzy stworzyli podstawy nauki sztabowej.
W 1900 roku w armii francuskiej wprowadzono do użytku regulamin służby sztabów. W myśl jego postanowień szef sztabu odpowiadał za kierowanie wszystkimi dziedzinami pracy sztabu. Struktura wewnętrzna sztabu składała się z trzech oddziałów (biur):
- Oddział I (organizacja jednostki w tym dowództwa i stanowisk dowodzenia i jej dyslokacja, liczebność, straty, ewakuacja rannych, rekrutacja, przeniesienia, awanse, dyscyplina, żandarmeria wojskowa, sądownictwo, zaopatrzenie)
- Oddział II (informacje o przeciwniku, służba topograficzna)
- Oddział III (planowanie i organizowanie działań, opracowanie rozkazów i zarządzeń, ewidencja prowadzonych działań, przeglądy i ceremonie)

Struktury sztabowe w amerykańskich siłach zbrojnych
Do chwili przystąpienia USA do I wojny światowej struktury organów dowodzenia w Siłach Zbrojnych USA były dalekie od doskonałości. Konieczność zorganizowania sztabów mogących sprostać wymaganiom współczesnej wojny widział dowódca Amerykańskiego Korpusu Ekspedycyjnego generał John Pershing. w swojej pracy kierował się doświadczeniami armii francuskiej i częściowo brytyjskiej. W konsekwencji wspomnianych powyżej zdarzeń sztab Amerykańskiego Korpusu Ekspedycyjnego oraz sztaby poszczególnych armii przyjęły strukturę obejmującą pięć wydziałów oznaczonych literą G. Były to:
- G-1 – oddział administracyjny odpowiadający za organizację przewozów morskich, uzupełnienie żołnierzy i koni, ewidencję uzbrojenia i sprzętu, organizowanie obozów jenieckich, utrzymanie dyscypliny i morale wojsk
- G-2 – oddział wywiadowczy
- G-3 – oddział operacyjny
- G-4 – oddział zaopatrywania wojsk, odpowiedzialny za koordynację pracy służb zaopatrzeniowych, służby inżynieryjno-budowlane, służby sanitarne, służby transportowe
- G-5 – oddział szkoleniowy, sprawujący ogólne kierownictwo nad szkoleniem w podległych wojskach.

### Koncepcja niemiecka
Koncepcja niemiecka (wzorowana na modelu sztabu pruskiego) – sztab spełnia zasadniczą rolę w dowodzeniu i jest głównym organizatorem działań wojsk, a szef sztabu jest równorzędnym partnerem dowódcy, współodpowiedzialnym za dowodzenie.

### Jednostki wojskowe w strukturach NATO
Sztab wojskowy posiada w swojej organizacji wyspecjalizowane komórki. Oznaczone są one w zależności od szczebla organizacyjnego i rodzaju sił zbrojnych literami J, G, S, N, A oraz cyframi 1 – 9 oznaczającymi zakres kompetencji. Grupę główną sztabu tworzą komórki oznaczone literami S do szczebla brygady lub G od szczebla dywizji wzwyż. Odstępstwem od zasady jest Bundeswehra, gdzie na szczeblu brygady obok komórek oznaczonych literami S, występują komórki G. Przyporządkowanie poszczególnym komórkom odpowiednich liter uzależnione jest od wojskowego wykształcenia oficerów będących ich szefami. W przypadku, gdy komórką kieruje oficer dyplomowany komórka przybiera nazwę G. W wojskach lądowych armii Stanów Zjednoczonych oznaczenia G poszczególnych komórek funkcjonalnych używa się, gdy na czele dowództwa stoi generał, natomiast S gdy jest nim pułkownik lub oficer niższej rangi.
Do oznaczenia komórek sztabu w Dowództwach Sił Połączonych stosuje się literę J, a w przypadku Dowództw Wielonarodowych Sił Połączonych CJ. Sztab Generalny Wojska Polskiego używa litery P do określania swych części składowych.
- G1/S1... – Sprawy personalne i administracja
  - administracja zasobami ludzkimi
  - dyscyplina i porządek
  - opieka nad jeńcami wojennymi
  - procedury związane z ponoszonymi stratami
- G2/S2... – tworzy Centrum Rozpoznawcze
  - wspieranie informacyjne procesu podejmowania decyzji
  - wsparcie analityczne sztabu operacyjnego w zakresie rozpoznania ogólnowojskowego, działań specjalnych itp.
  - planowanie i koordynacja działalności rozpoznawczej oraz użycie podporządkowanych sił i środków
  - wsparcie informacyjne na rzecz bezpieczeństwa i ochrony wojsk, dezinformacji oraz porażenia celów
  - zarządzanie informacją i danymi
- G3/S3... – Komórka operacyjna
  - koordynacja pracy wszystkich komórek organizacyjnych sztabu
  - działania bieżące
  - wsparcie działań
  - przygotowanie meldunków, sprawozdań i komunikatów oraz archiwizowanie informacji
  - działania z użyciem broni jądrowej oraz obrona przed bronią masowego rażenia
- G4/S4... – Logistyka
  - zabezpieczenia logistyczne.
  - koordynacja problematyki zabezpieczenia logistycznego przez państwo – gospodarza (HNS).
- G5/S5... – Planowanie
  - planowanie działań i prowadzenie ocen sytuacji
  - planowanie wyprzedzające
  - planowanie alternatywne
  - analizy operacyjne
- G6/S6... – Łączność i informatyka
  - zarządzanie systemami łączności
  - zarządzanie częstotliwościami
  - kryptografia
- G7/S7... – Doktryny i szkolenie, komórka sztabu czasu P, która nie musi być rozwijana na czas W
  - wdrażanie i rozwój obowiązujących doktryn
  - planowanie ćwiczeń
- G8/S8... – Zasoby i Finanse
  - sekretariat cywilny
  - zarządzanie personelem cywilnym
  - planowanie finansów i budżetu
  - przetargi i kontrakty
- G9/S9... – Współpraca cywilno-wojskowa (CIMIC)
  - negocjacje dotyczące ustaleń i uzgodnień na temat koordynacji i wsparcia
  - koordynacja współpracy cywilno-wojskowej
  - koordynacja z narodowymi, cywilnymi strukturami planowania działań w sytuacjach kryzysowych

### Jednostki Wojska Polskiego II RP (rok 1927)
W skład sztabu wchodzili:
- szef sztabu
- oficerowie sztabu
- personel pomocniczy[b]

Większe sztaby zorganizowane były w oddziały. Rozdział kompetencji był na ogół następujący:
Oddział I – organizacja
- organizacja ogólna wielkich jednostek, szczegółowa każdej broni i służby
- sprawy uzbrojenia każdej broni lub służby
- ordre de bataille prowadzone wielkimi jednostkami, broniami lub pododdziałami broni i służbami
- wykazy stanów liczebnych[c]
- wykaz chorych i rannych
- uzupełnienie stanów ludzi i koni
- przeniesienia, urlopy, awanse, nagrody, kary, policja, karność ogólna, eskorty itp.
- służba sprawiedliwości
- kontakty z władzami cywilnymi własnego terytorium zajętego przez wojsko
- sprawy terytorialne

Oddział II – informacje i wywiad
- pozyskiwanie wiadomości o nieprzyjacielu; opracowanie planu określającego jakich wiadomości należy poszukiwać i za pomocą jakich organów
- zbieranie, porównanie i analiza wiadomości oraz opracowywanie syntetycznej oceny nieprzyjaciela
- rozpowszechnianie wiadomości o nieprzyjacielu w formie meldunków, komunikatów lub biuletynów
- organizowanie współpracy wszystkich organów, posiadających możliwości pośredniego lub bezpośredniego zbierania informacji o nieprzyjacielu[d]
- deszyfrowanie depesz obcych
- szyfrowanie i deszyfrowanie depesz własnych
- utrzymywanie kontaktów z władzami cywilnymi w swoim zakresie działania

Oddział III – operacje i wyszkolenie
- przygotowanie działań i wykonania powziętych przez dowódcę decyzji. W tym celu musi posiadać:
  - znajomość możliwości działań oraz kontrolę nad środkami służącymi do rozwinięcia tych możliwości
  - znajomość decyzji podjętych przez dowódcę i opracowanie jej w formie planów, wytycznych i rozkazów
- aktualna znajomość położenia wojsk własnych
- metody i plany szkolenia wojsk
- opracowanie doświadczeń z ćwiczeń i walk
- prowadzenie dziennika operacyjnego
- służba przekazywania

Oddział IV – zaopatrzenie i transporty
- organizacja przewozów, rozdział i użycie środków transportowych
- organizacja zaopatrywania, ewakuacji i naprawy sprzętu; rozdział i użycie materiału i środków pieniężnych
- rozdział i użycie sił roboczych
- sprawy ewakuacji i leczenia ludzi i koni
- ogólna organizacja obszarów etapowych

W mniejszych sztabach oficerowie nie byli zorganizowani w oddziały. Pracowali w ścisłym kontakcie ze sobą według ustaleń szefa sztabu.
W sztabie dywizji wszystkie agendy ujmowano zazwyczaj w dwie grupy:
- operacyjno-informacyjną – agendy oddziałów II i III
- organizacyjno-materiałową – agendy oddziałów I i IV